# Integral (Unternehmen)

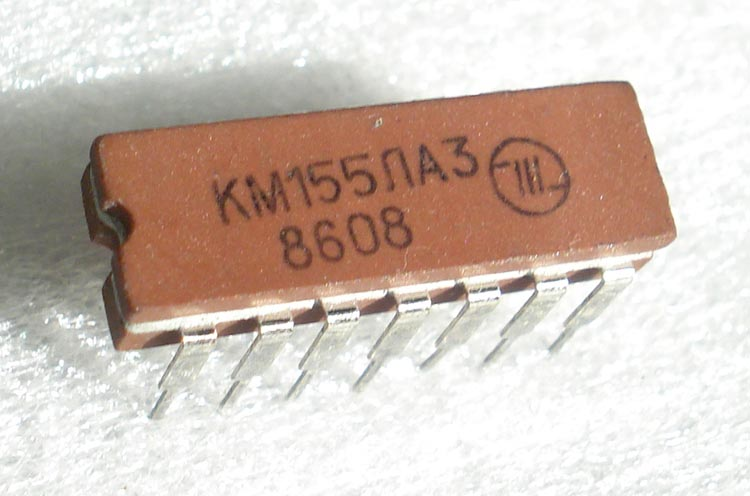
Integrierter Schaltkreis KM155LA3 (entspricht 7400) mit dem Logo von Integral

Integral (russisch Интеграл) ist ein belarussischer Hersteller von integrierten Schaltkreisen, Halbleitern und Mikroelektronik. Das Unternehmen hat seinen Sitz in der Hauptstadt Minsk und beschäftigt rund 5.500 Mitarbeiter.
Integral wurde im Jahr 1962 gegründet und gehörte damals zu den wichtigsten Herstellern von Halbleitern in der Sowjetunion. In den 1970er-Jahren wurden bei Integral auch Mikroprozessoren hergestellt. 1981 erhielt der gesamte Betrieb den Leninorden. Seit 2003 unterhält Integral auch Niederlassungen in China und Indien. Inzwischen werden auch Geräte für die Medizintechnik gefertigt.
Im Jahr 2022 wurde das Unternehmen auf die Sanktionslisten der USA (Specially Designated Nationals and Blocked Persons), des Vereinigten Königreichs, Kanadas, Japans, Neuseelands und der Ukraine gesetzt.
Laut Angaben des belarussischen Ermittlungszentrums und des OCCRP kauft Integral auch nach der Einführung von Sanktionen gegen Weißrussland weiterhin westliche Komponenten zur Herstellung von Mikrochips, die dann in russischen Raketen in der Ukraine eingesetzt werden. Solche Käufe werden über Zwischenhändler in Polen, der Türkei, Kirgisistan und China abgewickelt.